# Eunica sophonisba
Espèce
 Eunica sophonisba  est une espèce de lépidoptères (papillons) de la famille des Nymphalidae et de la sous-famille des Biblidinae, tribu des Epicaliini, du genre Eunica .

## Dénomination
Eunica sophonisba a été décrite par le naturaliste hollandais Pieter Cramer en 1780, sous le nom initial de Papilio sophonisba.

### Synonymie
- Papilio sophonisba Cramer, 1780 - protonyme

### Taxinomie
Il existe 2 sous-espèces
- Eunica sophonisba sophonisba (Cramer, 1780)

Synonymie pour cette sous-espèce
Eunica sophonisba mossi (Hall, 1928)
- Eunica sophonisba agele (Seitz, 1915)

Synonymie pour cette sous-espèce
Eunica falsata (Oberthür, 1916)

### Noms vernaculaires
Eunica sophonisba se nomme Glorious Purplewing en anglais.

## Description
Eunica sophonisba  présente un dessus marron suffusé de bleu ou noir aux ailes postérieures très largement bordées de bleu métallisé.
Le revers est bleu clair ornementé de taches et dessins noirs et aux ailes postérieures d'une bande jaune d'or allant de la base au milieu du bord externe.

## Biologie
Sa biologie est mal connue.

## Écologie et distribution
Eunica sophonisba est présent au Venezuela, au Guatemala, en Guyane, en Surinam, en Colombie, en Équateur, en Bolivie, au Pérou et au Brésil dans le bassin de l'Amazone,.

### Biotope
Eunica sophonisba réside à basse altitude en forêt primaire.

### Protection
Pas de statut de protection particulier.